# 細川晴広
細川 晴広（ほそかわ はるひろ）は、室町時代中期の武士。
足利義晴の御部屋衆・内談衆。官職は刑部少輔。近年の研究で細川藤孝の養父とされるようになった。

## 概要
将軍足利義晴の御部屋衆細川高久の子。生家は細川氏（細川淡路守護家）であるが、祖父の細川政誠は宇多源氏佐々木氏庶流大原氏の出身である。
晴広は父と同様に義晴に仕え、将軍の使者として所々におもむいて上意を伝達したり、寺社や公家の要請を将軍に披露したり、御内書の副状を交付したり、将軍の上意を受けて本書を発給する仕事などを担った。内談衆を務めた時期もある。
高久は天文9年10月の老母の死去によって一時内談衆を休職しているが、高久の母は周防国にいたことから大内氏の関係者であった可能性がある。その関係からか、晴広は大内氏と将軍との仲介役も担っていた。
「細川之系図」に細川元春と同一人物とする説があり、大永8年（1528年）7月18日に従五位下に叙され、実子に六郎（本名不詳、戒名は貞空寺万山春公）がおり、六郎の子は細川広貞とされる。

## 藤孝養子経緯についての一説
『藤孝事記』には、寛文元年（1661年）頃に細川藤孝（幽斎）の母方である清原氏（舟橋家）に藤孝の出自を尋ねた返答を基にした「舟橋家説」が収録されている。その家説は、清原宣賢の2人の娘のうち1人が将軍義晴の女房「智慶院」でこれが藤孝を産み、もう1人の娘「養源院」が三淵晴員の室となった――つまり、藤孝の生母と晴員室は別人（姉妹）であり、実父も晴員ではないとする。そして、藤孝は初め「細川刑部太輔」（「刑部少輔」＝晴広の誤伝と考えられる）の養子となったが、「刑部太輔」に実子が生まれたために将軍が取り返し、生母の姉妹の縁によって晴員夫妻に預けられたとする。この証言は清原枝賢（藤孝の従兄）の娘で藤孝とは兄妹のように育てられたという寿光院のものであり、さらに枝賢の妻は「刑部太輔」の後家とされていることから、「幽斎の係累を検討する際に価値を持つ」と小川剛生は述べている。